# Christina Courtin
Christina Courtin (* 1984 in Buffalo) ist eine US-amerikanische Geigerin und Singer-Songwriterin.

## Leben und Wirken
Courtin begann im Alter von drei Jahren Geige zu spielen, interessierte sich bald für Komposition und begann als Sängerin aufzutreten. Sie studierte an der Juilliard School und arbeitete danach mit vielen namhaften Musikern auf dem Gebiet der modernen Folk- und alternativen Popmusik und des Jazz zusammenzuarbeiten, darunter den Dirty Projectors, Sara Watkins, The Knights, Nick Cave, Paul McCartney, Breastfist, Nick Thune, Marianne Faithfull, Yo-Yo Ma, Osvaldo Golijov, Sufjan Stevens, Antony and the Johnsons, Marc Ribot, Iron & Wine, Sara Bareilles und Teddy Thompson.
Als Komponistin schrieb Courtin Stücke für das Five Boroughs Songbook Festival, den Brooklyn Rider's ‘Almanac’ und für Kimball Gallagher. Dawn Upshaw sang 2014 ihren Song Gypsy Girl. 2009 veröffentlichte sie beim Label Nonesuch ihr erstes Album unter dem Titel Christina Courtin. Ihr zweites Album Varsity erschien 2013 bei Hundred Pockets Records. Seit 2014 ist sie Professorin für Songwriting am Dartmouth College.